# Бросас
Бросас (ісп. Brozas) — муніципалітет в Іспанії, у складі автономної спільноти Естремадура, у провінції Касерес. Населення — 2112 осіб (2010).
Муніципалітет розташований на відстані близько 280 км на захід від Мадрида, 38 км на північний захід від Касереса.

## Демографія
Динаміка населення (INE ):